# Carla Renata
Carla Renata Williams, más conocida como Carla Renata (Cherry Point, Carolina del Norte) es una actriz y cantante, estadounidense. Inicia su trayectoria en 1992. En televisión inicia en 1999, donde actúa en Chicago Hope, donde interpreta a Mr. Havel. En el 2000, actúa en Frasier, donde interpreta a Louise. Ese mismo año actúa en 100 Deeds for Eddie McDowd (Las 100 pruebas de Eddie McDowd), G vs E y The Huntress. 
En el 2003, participa en la comedia Will & Grace como recepcionista. En 2004, actúa en The Bernie Mac Show, como la señora Borsik. Ese mismo año tiene proyectos como El mundo según Jim, Strong Medicine (Doctoras de Filadelfia), C.S.I. y en 2005 The Bad Girl's Guide. En 2009 participa en Bones, como Maureen Mack. Le siguen Modern Family, Hope y New Girl. Carla, tiene un papel recurrente en la serie de Disney Channel A todo ritmo, donde interpreta a Marcie Blue. Junto a Bella Thorne, Zendaya, Roshon Fegan, Davis Cleveland y Adam Irigoyen.

## En Broadway
- El rey león
- How to Succeed In Business Without Really Trying
- Avenue Q - Gary Coleman
- The Life
- Smokey Joe's Café

## Televisión
- Mr. Box Office
- New Girl
- Incredible Crew
- How to Live With Your Parents
- The War at Home
- 100 Deeds for Eddie McDowd
- According to Jim
- Bones
- CSI: Crime Scene Investigation
- Elvira's Movie Macabre
- Hart of Dixie
- It's Always Sunny in Philadelphia
- Love, Inc.
- Modern Family
- My Name Is Earl
- Raising Hope
- Reba
- Shake It Up
- Strong Medicine
- The Bad Girl's Guide
- The Suite Life of Zack & Cody
- Ugly Betty
- Up All Night

## Créditos en Videojuegos
- Kinect Disneyland Adventures
- Grand Theft Auto IV: The Lost and Damned - Lisa Lynn